# فیلیپ شوستر
فیلیپ شوستر (انگلیسی: Philip Schuster; ۲۴ ژانویهٔ ۱۸۸۳ – ۳۱ اکتبر ۱۹۲۶) ژیمناست هنری و ورزشکار سه‌گانه اهل ایالات متحده آمریکا بود.